# Marterpæl
Marterpæl er en pæl, hvortil folk blev bundet og martret, dvs. torteret.
I Jehovas Vidners oversættelse af Bibelen fra 1985 og 1993, Ny Verden-Oversættelsen af De Hellige Skrifter, oversættes det græske ord σταυρός (staurós) med marterpæl, hvor den traditionelle oversættelse er kors. I den reviderede oversættelse fra 2017, Bibelen - Ny Verden-Oversættelsen, benyttes ordet torturpæl